# Amade M’charek
Aouatef Amade M’charek (Kasserine, 1967) is een hoogleraar (wetenschaps)antropologie aan de Universiteit van Amsterdam. Ze doet onderzoek naar de relatie tussen wetenschap en samenleving in het bijzonder op het gebied van de genetica en de forensische genetica. 

## Opleiding en onderzoek
Aouatef Amade M’charek (1967) is geboren in de Tunesische stad Kasserine. Ze promoveerde op 13 december 2000 in Sociale wetenschappen aan de Universiteit van Amsterdam met haar proefschrift Technologies of similarities and differences : on the interdependence of nature and technology in the Human Genome Diversity Project met als promotor prof. dr. Selma Leydesdorff. Voor etnografisch onderzoek naar genetische kennis werkte ze zelf in de genetische laboratoria van onder andere de forensisch geneticus Peter de Knijff en afstammingsgeneticus Svante Pääbo
In 2004 is M'charek benoemd als universitair hoofddocent aan de Universiteit van Amsterdam. In 2005 was ze de oprichter van de Forensic Science Master aan de Faculteit der Natuurwetenschappen, Wiskunde en Informatica (FNWI). Van 2010 tot 2014 was M'charek directeur van het onderzoeksprogramma Health, Care & the Body bij de afdeling antropologie. Op 1 januari 2015 werd ze benoemd tot hoogleraar Anthropology of Science aan de Faculteit der Maatschappij- en Gedragswetenschappen van de Universiteit van Amsterdam.

## Activisme
Tijdens de Maagdenhuisprotesten in 2015 waarbij 300 studenten het Maagdenhuis in Amsterdam bezetten uit protest tegen de arrestatie van 42 studenten bij de ontruiming van het Bungehuis koos M'charek actief de kant van de studenten. Zo had ze een belangrijke rol in de precommissie 'Democratisering en Decentralisering'. De Maagdenhuisbezetters hadden tijdens hun acties aangegeven vragen stelden bij het algehele democratisch gehalte van de UvA. De commissie 'Democratisering en Decentralisering' probeerde zowel de protesterende studenten als de medezeggenschapsraden met elkaar in gesprek te brengen en samen meer democratie in het bestuur van de UvA te initiëren.

## Publicaties (Selectie)
- Krebbekx, W.; Spronk, R.; M'charek, A. Ethnicizing sexuality : An analysis of research practices in the Netherlands[dode link] (2017) in: Ethnic and Racial Studies, 20(4), 636 - 655, ISSN 0141-9870
- Pols, J.; M'charek, A.; Boenink, M.; van Lente, H.; Moors, E. Responsible innovation : The case of Alzheimer diagnostics (2016) in: Emerging technologies for diagnosing Alzheimer’s Disease: Innovating with care, 205 - 224
- M'charek, A. "Wat we zien bij het politiegeweld tegen zwarte mensen in Amerika is overduidelijk racisme. Maar er is veel meer aan de hand." (2016)
- M'charek, A. Data-Face and Ontologies of Race (2016)
- ter Harmsel, J.F.; Molendijk, T.; van El, C.G.; M'Charek, A.; Kempes, M.; Rinne, T.; Pieters, T. Rapportages pro Justitia van het Nederlands Instituut voor Forensische Psychiatrie en Psychologie in retrospectief; toepassingen van genetische en neurowetenschappelijke inzichten, in 2000 en 2009 (2016)  in Tijdschrift voor Psychiatrie, 58(1), 20 - 29. ISSN 0303-7339.
- Toom, V.; Wienroth, M.; M'charek, A.; Prainsack, B.; Williams, R.; Duster, T.; Heinemann, T.; Kruse, C.; Machado, H.; Murphy, E. Approaching ethical, legal and social issues of emerging forensic DNA phenotyping (FDP) technologies comprehensively: Reply to ‘Forensic DNA phenotyping: Predicting human appearance from crime scene material for investigative purposes’ by Manfred Kayser (2016) in: Forensic Science International. Genetics, 22, e1 - e4. ISSN 1872-4973.
- M'charek, A.; Meulenbelt, A.; Römkens, R De hoopvolle politiek van Conchita Wurst (2015) in Het F-boek: feminisme van nu in woord en beeld, 47 - 51
- M'charek, A.; Davidović, M.; Terlouw, A. DNA-onderzoek en racialisering: van individuele verdachte tot verdachte populatie (2015) in Diversiteit en discriminatie: onderzoek naar processen van in- en uitsluiting, 49 - 66
- de Rooij, M.; M'charek, A. Binnen no time in de middeleeuwen: over DNA-technologie in de archeologie (2015) in Sociologie Magazine, 23(4), 22 - 24. ISSN 1877-8216
- M'charek, A. Focus op algemeen gedeeld probleem (2015)
- M'charek, A. Race, time and folded objects: the HeLa error (2014) in: Theory, Culture and Society, 31(6), 29-56
- M'charek, A., Schramm, K., & Skinner, D. Technologies of belonging: the absent presence of race in Europe in: Science, Technology, & Human Values (2014), 39(4), 459-467
- M'charek, A., Schramm, K., & Skinner, D. Topologies of race: doing territory, population and identity in Europe (2014) in: Science, Technology, & Human Values, 39(4), 468-487
- de Rooij, M., Kato, M., M'charek, A., & Plümecke, T. DNA in the City (2014) in GID. Gen-ethischer Informationsdienst (2014) 223, 33-35
- de Rooij, M., M'charek, A., & van Reekum, R. Tijdspraktijken: DNA en de on/onderbroken stad (2014) in Sociologie, 10(3/4), 319-337
- van Oorschot, I., M'charek, A., Harambam, J., & Benschop, R. Inleiding: Monsters in de sociologie. De wondere wereld van ANT (2014) in Sociologie, 10(3/4), 226-241